# Thomas Didillon-Hödl
Thomas Didillon-Hödl (* 28. November 1995 in Séclin) ist ein französischer Fußballtorwart, der aktuell bei Willem II Tilburg in der Eredivisie unter Vertrag steht.

## Karriere

### Verein
Didillon-Hödl begann seine fußballerische Ausbildung 2008 beim FC Metz. Ab Ende des Jahres 2012 stand er dort auch schon neben der Jugend bei der zweiten Mannschaft in der National 2 und später National 3 im Tor. Nachdem er bereits vorher schon mehrmals im Kader der Profimannschaft stand, kam er am letzten Spieltag der Saison 2013/14 zu seinem Profidebüt, als er bei einem 0:0-Unentschieden gegen Stade Laval auch direkt ohne Gegentor blieb. Dies war auch sein einziger Saisoneinsatz für die Profis, mit denen er als Zweitligameister in die Ligue 1 aufstieg. Für die darauffolgende Spielzeit 2014/15 wurde Didillon-Hödl an den belgischen Zweitligisten RFC Seraing verliehen. Dort war er Stammspieler im Tor und blieb bei 31 Ligaeinsätzen zehnmal ohne Gegentor. Nach seiner Rückkehr spielte der FC Metz nach dem direkten Wiederabstieg wieder in der Ligue 2. Deswegen wurde Didillon-Hödl zum Stammtorhüter bei den Messins und spielte 27 Mal 2015/16, wobei er nur 25 Gegentore kassierte und Metz als Tabellendritter knapp wieder in die Ligue 1 aufstieg. Daraufhin spielte er bei einem 3:2-Sieg über den OSC Lille das erste Mal in der Ligue 1, der höchsten französischen Spielklasse. Auch in der Saison 2016/17 war er Stammkraft im Tor und bekam bei 32 Einsätzen im Schnitt zwei Gegentore, wobei er neunmal „zu Null“ spielte. Zur Saison 2017/18 wurde er im Tor jedoch vom Japaner Eiji Kawashima verdrängt und spielte insgesamt nur acht Saisonspiele.
Im Sommer 2018 wechselte Didillon-Hödl zurück nach Belgien zum Erstligisten RSC Anderlecht. Dort debütierte er Ende September 2018 gegen Spartak Trnava in der Gruppenphase der Europa League, als er mit seiner Mannschaft 0:1 verlor. Bei Anderlecht war er wieder absolut gesetzt, spielte alle 40 Ligaspiele in der Hauptsaison und den Playoffs und fünf von sechs Europa-League-Gruppenspielen, wobei er in allen Wettbewerben bei 45 Spielen zehnmal ohne Gegentor bleiben konnte und 60 Gegentore bekam. Nach zu vielen Fehlern in der letzten Saisonphase und den Freundschaftsspielen vor der kommenden Spielzeit suchte Vincent Kompany nach einem neuen Torhüter. In der Hinserie der Saison 2019/20 spielte Didillon-Hödl bei Anderlecht daraufhin nur einmal. Deshalb wechselte er im Januar 2020 auf Leihbasis zum Ligakonkurrenten KRC Genk. Nach sechs Einsätzen bis zum Saisonende wurde die Kaufoption von Genk nicht genutzt und Didillon-Hödl kehrte vorzeitig wieder zu Anderlecht zurück.
Noch vor Beginn der Saison 2020/21 verließ Didillon-Hödl Anderlecht jedoch endgültig und schloss sich dem Ligakonkurrenten Cercle Brügge an. In Brügge war er unmittelbar gesetzt und stand 2020/21 30 Mal im Tor des Vereins. Auch in der Spielzeit 2021/22 war er gesetzt und kam in 29 Spielen zum Einsatz, nachdem er sich gegen Saisonende seinen Finger brach. Für die gesamte Saison 2022/23 wurde er dann aber an den französischen Erstligisten AS Monaco verliehen. Bis Mitte April 2023 wurde er lediglich bei einem Pokalspiel eingesetzt.
Im Sommer 2024 unterzeichnete Didillon-Hödl einen Zweijahresvertrag beim kürzlich aufgestiegenen niederländischen Eredivisie-Verein Willem II Tilburg.

### Nationalmannschaft
Didillon-Hödl spielte bislang bei mehreren Juniorennationalmannschaften Frankreichs bis hin zum U21-Team, nahm jedoch an keinem großen Turnier teil.

## Erfolge
FC Metz
- Französischer Zweitligameister und Aufstieg in die Ligue 1: 2014
  - Dritter und erneuter Aufstieg: 2016